# Leptogorgia
Leptogorgia är ett släkte av koralldjur. Leptogorgia ingår i familjen Gorgoniidae.

## Bildgalleri

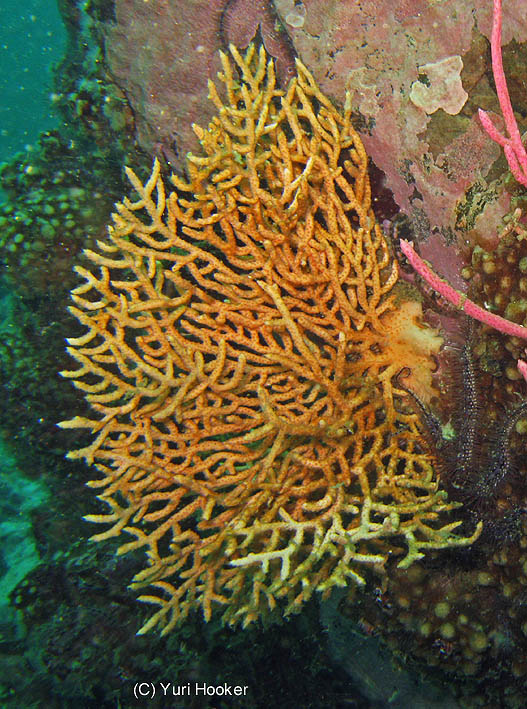
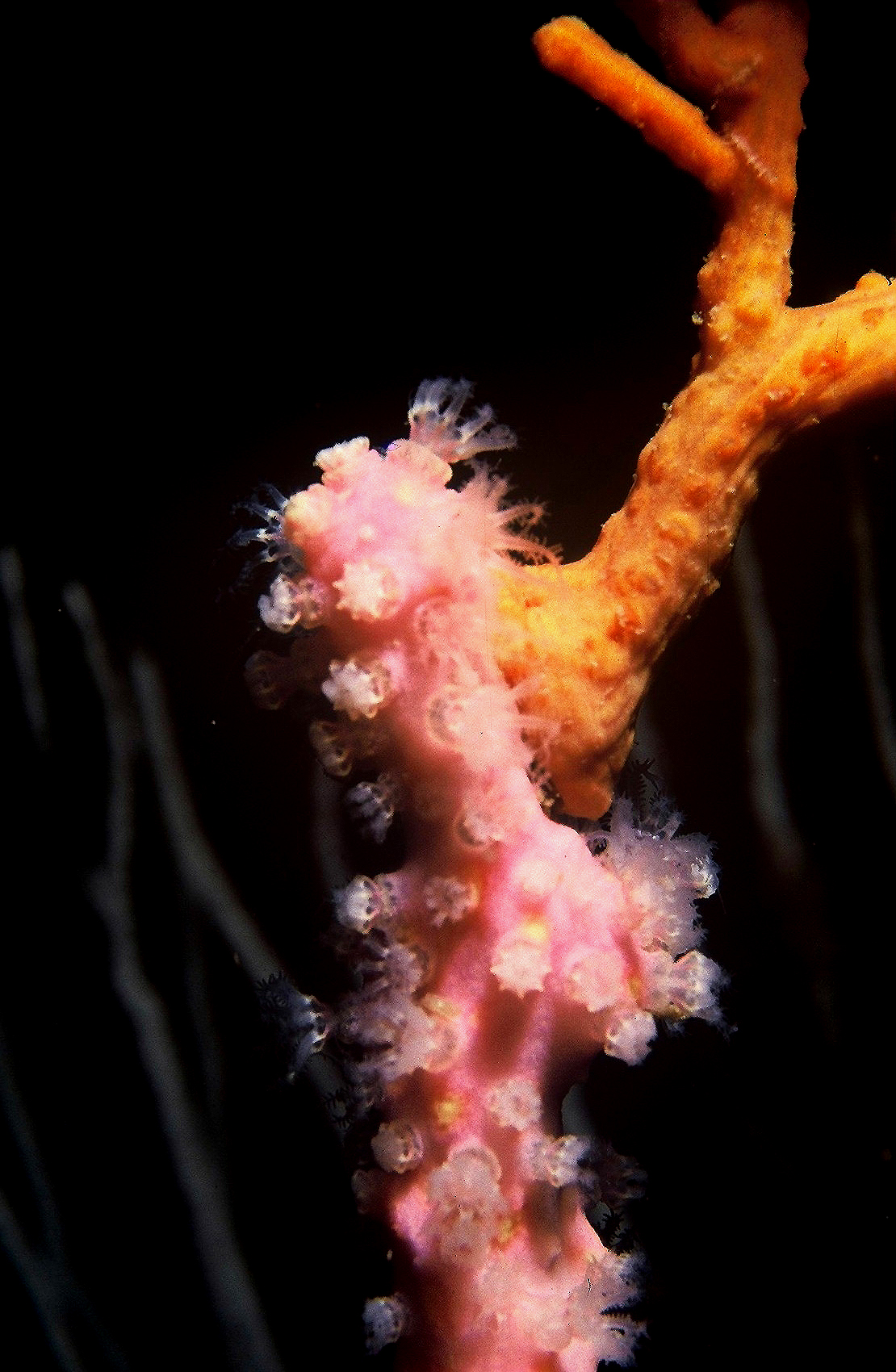
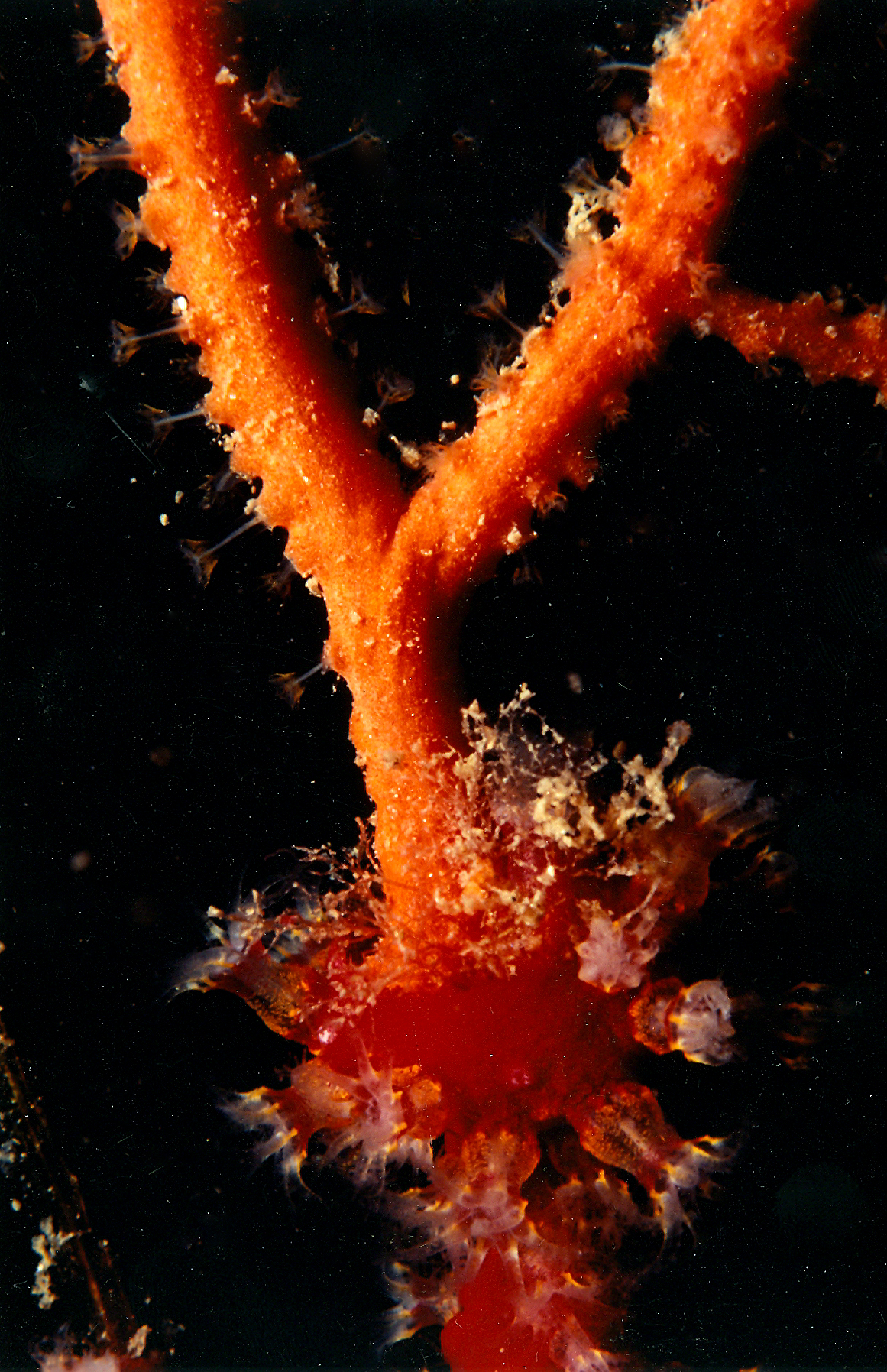
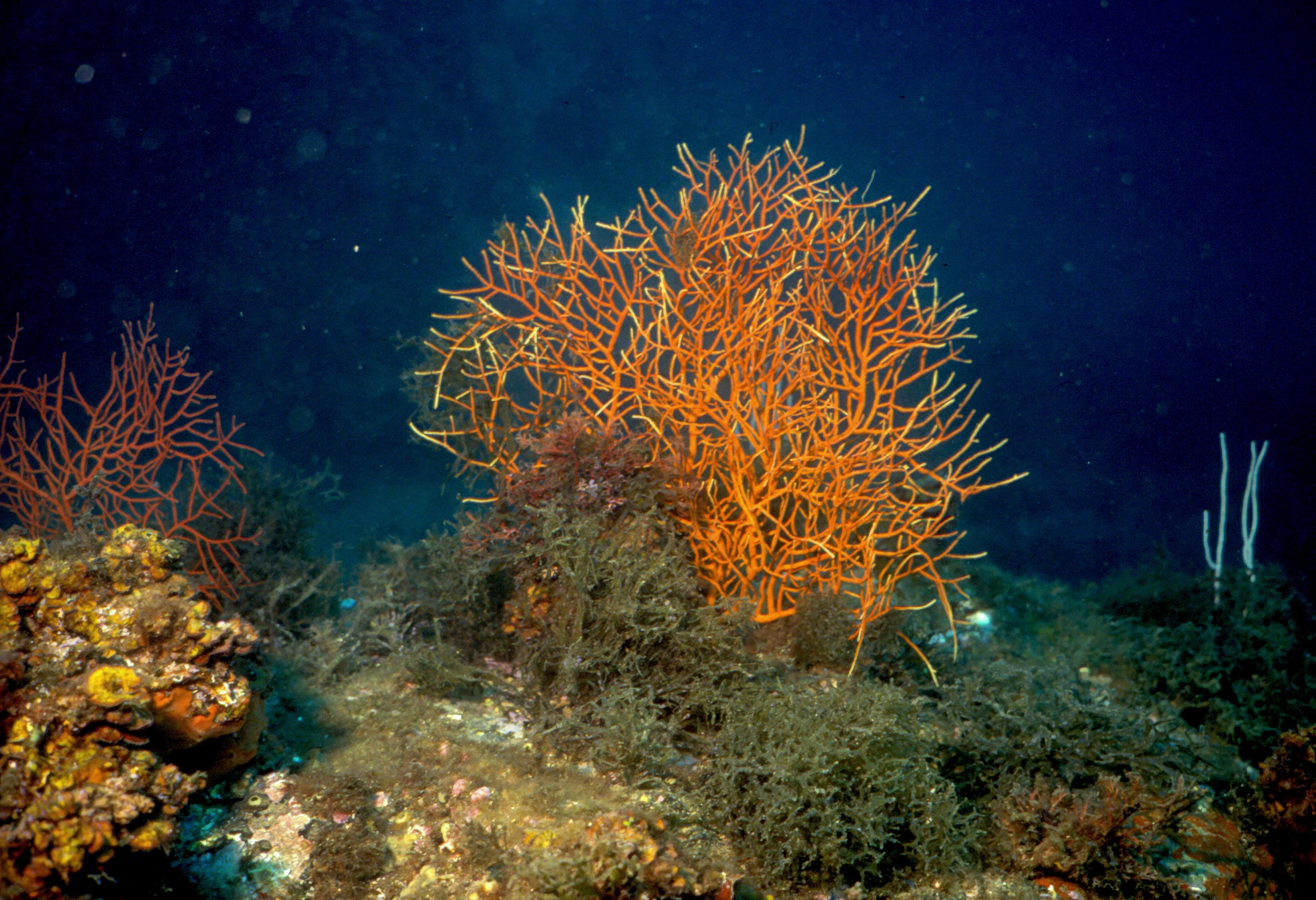
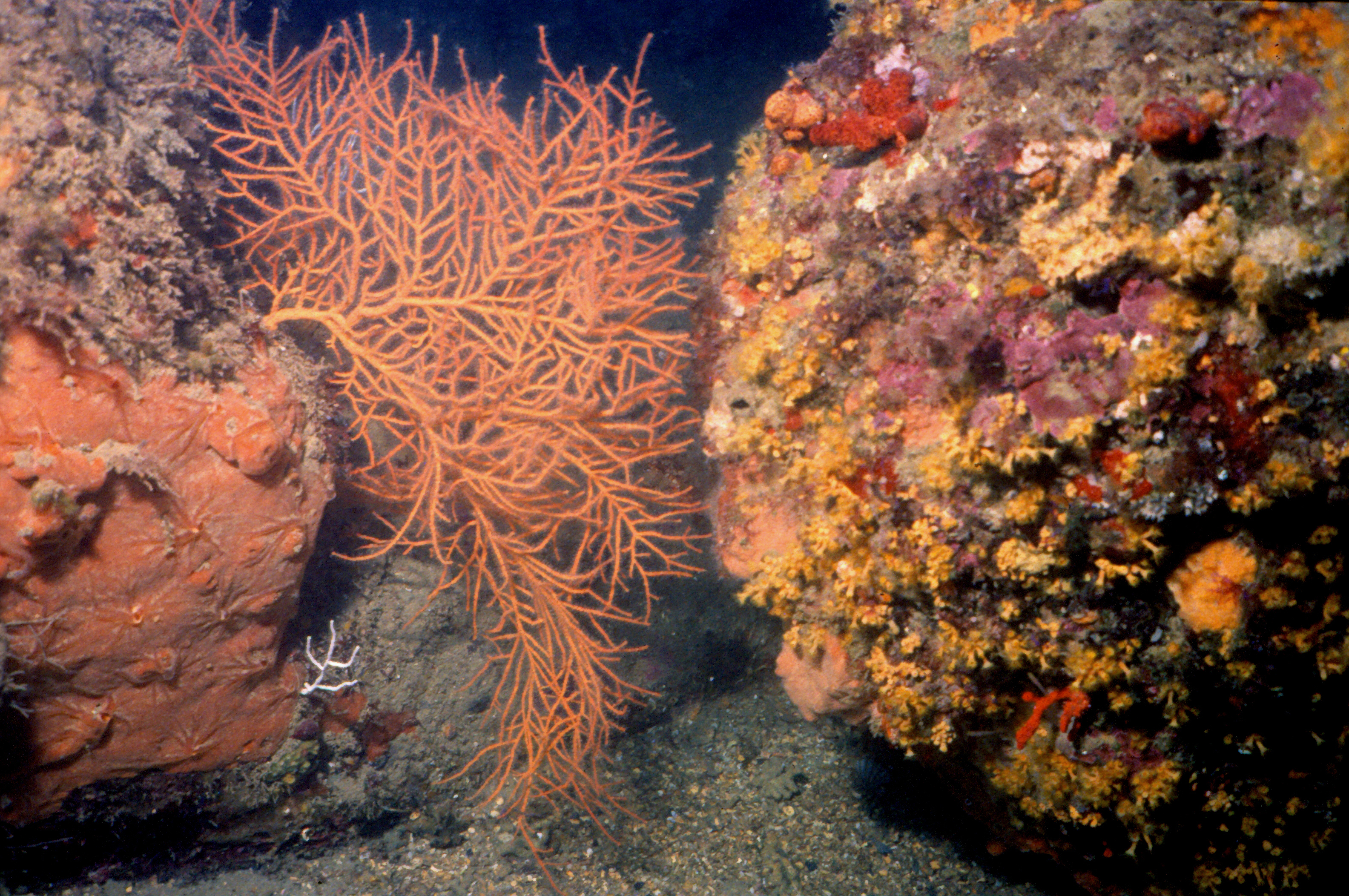
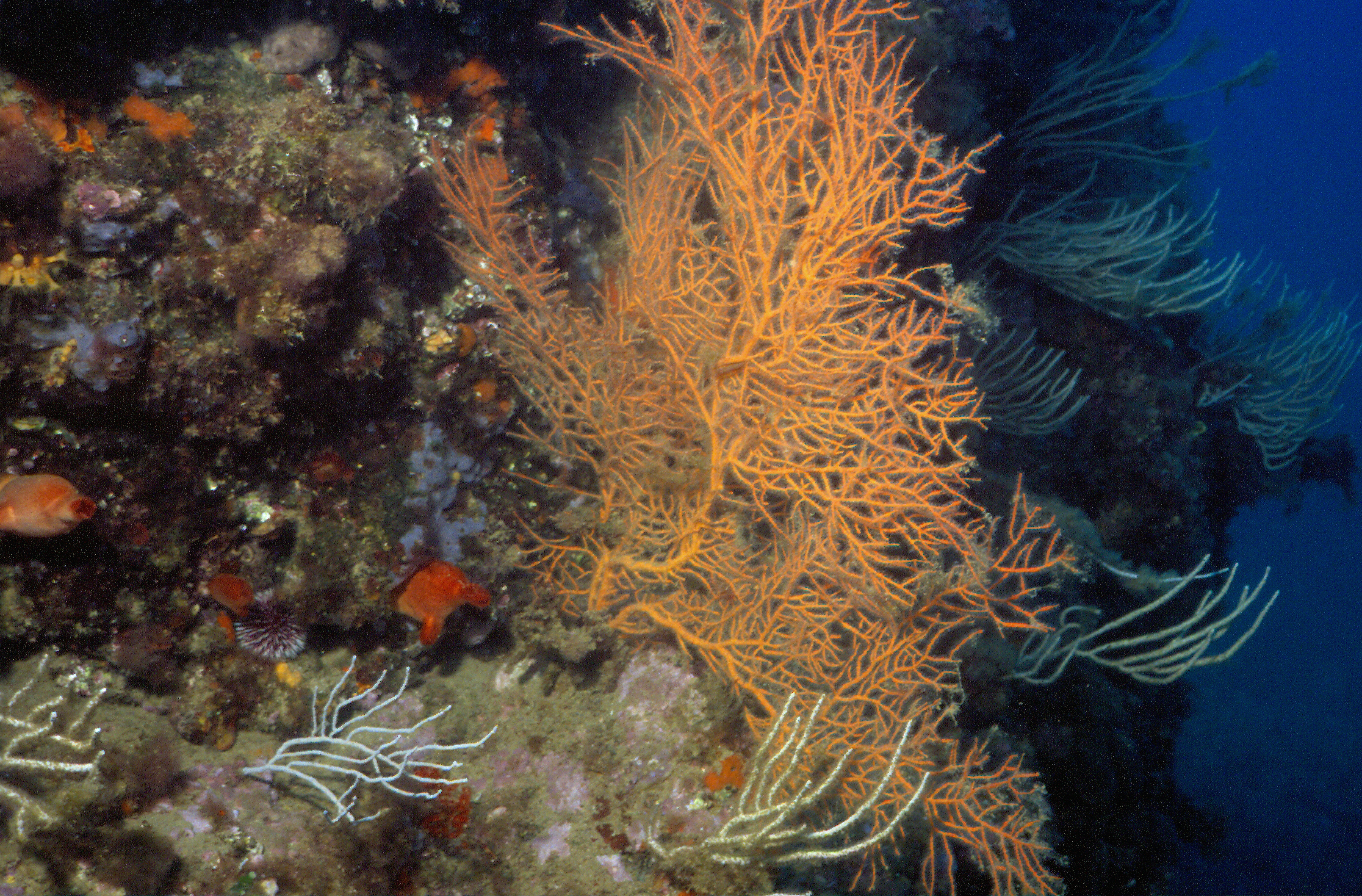

## Dottertaxa tillLeptogorgia, i alfabetisk ordning[1]
- Leptogorgia abietina
- Leptogorgia acuta
- Leptogorgia aequatorialis
- Leptogorgia africana
- Leptogorgia alba
- Leptogorgia albipunctata
- Leptogorgia angolana
- Leptogorgia annobonensis
- Leptogorgia arbuscula
- Leptogorgia aureoflavescens
- Leptogorgia barbadensis
- Leptogorgia bayeri
- Leptogorgia cabofalsoi
- Leptogorgia californica
- Leptogorgia capverdensis
- Leptogorgia cardinalis
- Leptogorgia caryi
- Leptogorgia cauliculus
- Leptogorgia chilensis
- Leptogorgia cofrini
- Leptogorgia contorta
- Leptogorgia crista
- Leptogorgia cuspidata
- Leptogorgia dakarensis
- Leptogorgia dichotoma
- Leptogorgia diffusa
- Leptogorgia dioxys
- Leptogorgia divergens
- Leptogorgia dubia
- Leptogorgia esperi
- Leptogorgia euryale
- Leptogorgia fasciculata
- Leptogorgia festiva
- Leptogorgia flammea
- Leptogorgia flexilis
- Leptogorgia florae
- Leptogorgia floridana
- Leptogorgia fuscopunctata
- Leptogorgia gaini
- Leptogorgia gilchristi
- Leptogorgia gruveli
- Leptogorgia guineensis
- Leptogorgia hebes
- Leptogorgia labiata
- Leptogorgia longiramosa
- Leptogorgia lütkeni
- Leptogorgia maghrebensis
- Leptogorgia medusa
- Leptogorgia miniata
- Leptogorgia obscura
- Leptogorgia occidafricana
- Leptogorgia palma
- Leptogorgia panamensis
- Leptogorgia parva
- Leptogorgia peruana
- Leptogorgia petechizans
- Leptogorgia piccola
- Leptogorgia pinnata
- Leptogorgia porosissima
- Leptogorgia principensis
- Leptogorgia pulcherrima
- Leptogorgia pumicea
- Leptogorgia pumila
- Leptogorgia puniacea
- Leptogorgia purpurea
- Leptogorgia purpureomaculata
- Leptogorgia purpureoviolacea
- Leptogorgia pusilla
- Leptogorgia radula
- Leptogorgia ramulus
- Leptogorgia rathbunnii
- Leptogorgia rigida
- Leptogorgia riodouri
- Leptogorgia rosea
- Leptogorgia ruberrima
- Leptogorgia rubra
- Leptogorgia rubroflavescens
- Leptogorgia rubropurpurea
- Leptogorgia saharensis
- Leptogorgia sanguinea
- Leptogorgia sanguinolenta
- Leptogorgia sarmentosa
- Leptogorgia schoutedeni
- Leptogorgia senegalensis
- Leptogorgia setacea
- Leptogorgia stheno
- Leptogorgia styx
- Leptogorgia sulfurea
- Leptogorgia sylvanae
- Leptogorgia tenuis
- Leptogorgia tenuissima
- Leptogorgia varians
- Leptogorgia webbiana
- Leptogorgia viminalis
- Leptogorgia violacea
- Leptogorgia violetta
- Leptogorgia virgea
- Leptogorgia virgulata